# Liste du patrimoine mondial en Birmanie
Cet article recense les sites inscrits au patrimoine mondial en Birmanie.

## Statistiques
La Birmanie (Myanmar pour l'UNESCO) accepte la Convention pour la protection du patrimoine mondial, culturel et naturel le 29 avril 1994.
En 2019, la Birmanie compte deux sites, culturels, inscrits au patrimoine mondial. Le pays a également soumis 13 sites à la liste indicative, 6 culturels et 7 naturels.

## Listes

### Patrimoine mondial
Liste des sites inscrits
| Site                 | Subdivision | Type                       | Date | Superficie (ha) | Lien | Notes                                               | Coordonnées                                                                            | Illus. |
| -------------------- | ----------- | -------------------------- | ---- | --------------- | ---- | --------------------------------------------------- | -------------------------------------------------------------------------------------- | ------ |
| Anciennes cités pyus |             | Culturel (ii), (iii), (iv) | 2014 | 5 809           | 1444 | Beikthano-Myo, Halin, Tharay-Khit-Taya (Sri Ksetra) | 19° 04′ 59″ N, 95° 24′ 00″ E 18° 49′ 01″ N, 95° 19′ 01″ E 22° 28′ 59″ N, 95° 51′ 00″ E |        |
| Bagan                | Mandalay    | Culturel (iii), (iv), (vi) | 2019 | 5 005,49        | 1588 | Comprend 7 ensembles                                | 21° 10′ 01″ nord, 94° 52′ 59″ est                                                      |        |

### Liste indicative
Les sites suivants sont inscrits sur la liste indicative.
| Site | Subdivision       | Type                            | Date | Superficie (ha) | Lien | Notes | Coordonnées | Illus. |
| --- | ----------------- | ------------------------------- | ---- | --------------- | ---- | ----- | --- | ------ |
| Anciennes cités de Haute Birmanie : Innwa, Amarapura, Sagaing, Mingun, Mandalay                                        | Mandalay, Sagaing | Culturel (i), (v), (vi)         | 1996 |                 | 823  |       | 21° 49′ 59″ N, 95° 58′ 59″ E 21° 54′ 00″ N, 96° 01′ 59″ E 21° 52′ 59″ N, 95° 58′ 01″ E 22° 03′ 00″ N, 96° 01′ 01″ E 21° 58′ 59″ N, 96° 06′ 00″ E                                                           |        |
| Archipel Myeik | Tanintharyi       | Naturel (ix), (x)               | 2014 |                 | 5874 |       | |        |
| Cités môns : Pégou, Hanthawaddy                                                                                        | Bago              | Culturel                        | 1996 |                 | 826  |       | 17° 19′ 59″ nord, 96° 28′ 59″ est |        |
| Complexe forestier de la montagne du Nord                                                                              | Kachin            | Naturel (vii), (ix), (x)        | 2014 | 1 128           | 5871 |       | |        |
| Corridor de la forêt Taninthayi                                                                                        | Tanintharyi       | Naturel (ix), (x)               | 2014 | 364,284         | 5876 |       | 12° 41′ 16″ nord, 98° 10′ 32″ est |        |
| Corridor de la rivière Ayeyawady                                                                                       | Mandalay          | Naturel (x)                     | 2014 | 90 000          | 5870 |       | |        |
| Lac Inle | Shan              | Culturel (iii), (v), (vi)       | 1996 |                 | 825  |       | 20° 13′ 01″ nord, 96° 55′ 01″ est |        |
| Monastères en bois de la période Konbaung : Ohn Don, Sala, Pakhangyi, Pakhannge, Legaing, Sagu, Shwe-Kyaung (Mandalay) |                   | Culturel (i), (iv), (v), (vi)   | 1996 |                 | 821  |       | 21° 36′ 00″ N, 94° 52′ 59″ E 20° 49′ 59″ N, 94° 43′ 59″ E 21° 31′ 59″ N, 95° 13′ 01″ E 21° 31′ 59″ N, 95° 15′ 00″ E 20° 19′ 01″ N, 94° 43′ 59″ E 20° 13′ 01″ N, 94° 46′ 01″ E 22° 00′ 00″ N, 96° 07′ 01″ E |        |
| Padah-Lin et grottes associées                                                                                         | Shan              | Culturel (iii), (iv)            | 1996 |                 | 822  |       | 21° 09′ 00″ nord, 96° 19′ 59″ est |        |
| Parc national Natma Taung                                                                                              | Chin              | Naturel (vii), (ix), (x)        | 2014 | 72,3            | 5873 |       | |        |
| Sanctuaire de la vie sauvage de la vallée de Hukaung (en)                                                              | Kachin            | Naturel (ix), (x)               | 2014 | 1 789           | 5875 |       | |        |
| Sanctuaire de la vie sauvage du lac Indawgyi                                                                           | Kachin            | Naturel (x)                     | 2014 | 73,6            | 5872 |       | |        |
| Zone archéologique et monuments de Mrauk U                                                                             | Arakan            | Culturel (i), (iii), (iv), (vi) | 1996 |                 | 824  |       | 20° 34′ 59″ nord, 93° 10′ 59″ est |        |